# Siti Hasmah Mohamad Ali

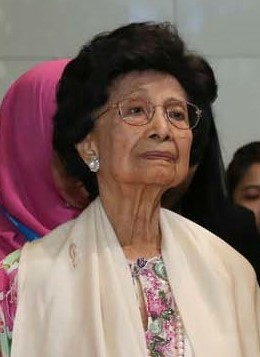
Siti Hasmah năm 2019

Siti Hasmah binti Haji Mohamad Ali (sinh ngày 12 tháng 7 năm 1926) là vợ của Mahathir Mohamad, Thủ tướng Malaysia thứ 4 và thứ 7. Cô đã đảm nhiệm vai trò Vợ của Thủ tướng Malaysia từ tháng 7 năm 1981 đến tháng 10 năm 2003 và từ tháng 5 năm 2018 đến tháng 3 năm 2020, gần 24 năm. Cô là người giữ vai trò này lâu nhất còn sống.
Vào ngày 31 tháng 10 năm 2003, bà đã được trao tặng danh hiệu cao nhất của Tun cùng với chồng mình, Mahathir, bởi Yang di-Pertuan Agong.